# Коктерек (Аксуська міська адміністрація)
Коктере́к (каз. Көктерек) — село у складі Аксуської міської адміністрації Павлодарської області Казахстану. Входить до складу сільського округу імені Мамаїта Омарова.
Населення — 23 особи (2021; 70 у 2009, 135 у 1999, 215 у 1989).
Національний склад станом на 1989 рік:
- казахи — 100 %

Станом на 1989 рік село називалось Казали.